# Ліщина звичайна
Ліщи́на звича́йна, або ліщина європе́йська (Corylus avellana L.) — багаторічна рослина родини березових, відома також під народними назвами горі́шник, орішина, лісови́й горі́х.
У тих країнах, де мало ліщини, її розводять у садах як культурну рослину. Це стосується передовсім Греції та Риму, де ліщину обробляли в стародавні часи, завізши її з Кавказу. Про давність вживання горіхів у їжу можна судити по великій кількості горіхової шкаралупи, знайденої в усіх оселях доісторичної людини.
Фундук — це окультурена форма ліщини, найкращий сорт ліщини.

## Опис

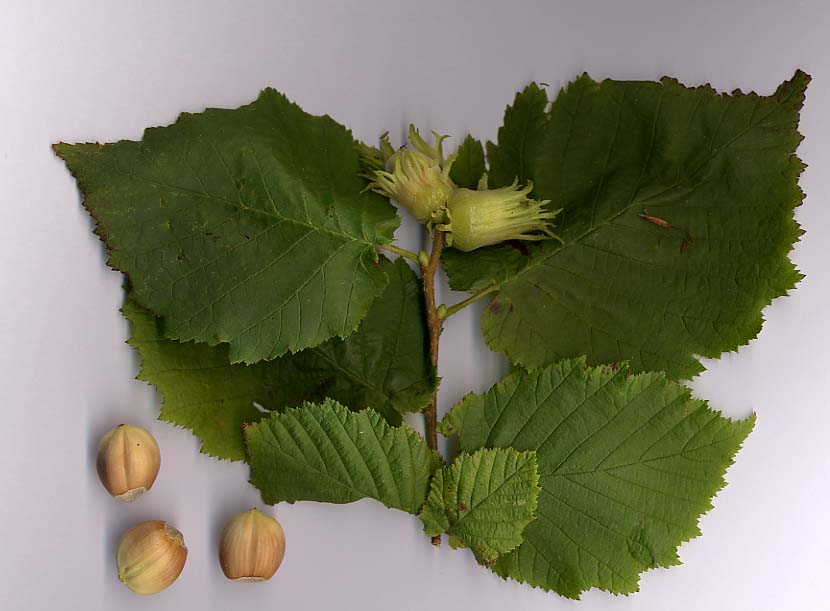
Листя та горішки ліщини звичайної

Ліщина звичайна — деревоподібний кущ 2-7 м заввишки.
Кора — темно-сіра з характерними сочевичками.
Гілки дугоподібно розходяться в різні боки, утворюючи оберненоконусоподібну крону. Пагони й молоді листки опушені. Бруньки заокруглені з війчастими лусочками. Листки — чергові, оберненояйцеподібні, широкі (7-16 см завдовжки і 4-8 см завширшки), при основі скошеносерцеподібні, нерівномірно зубчасті, на коротких черешках.

### Квіти

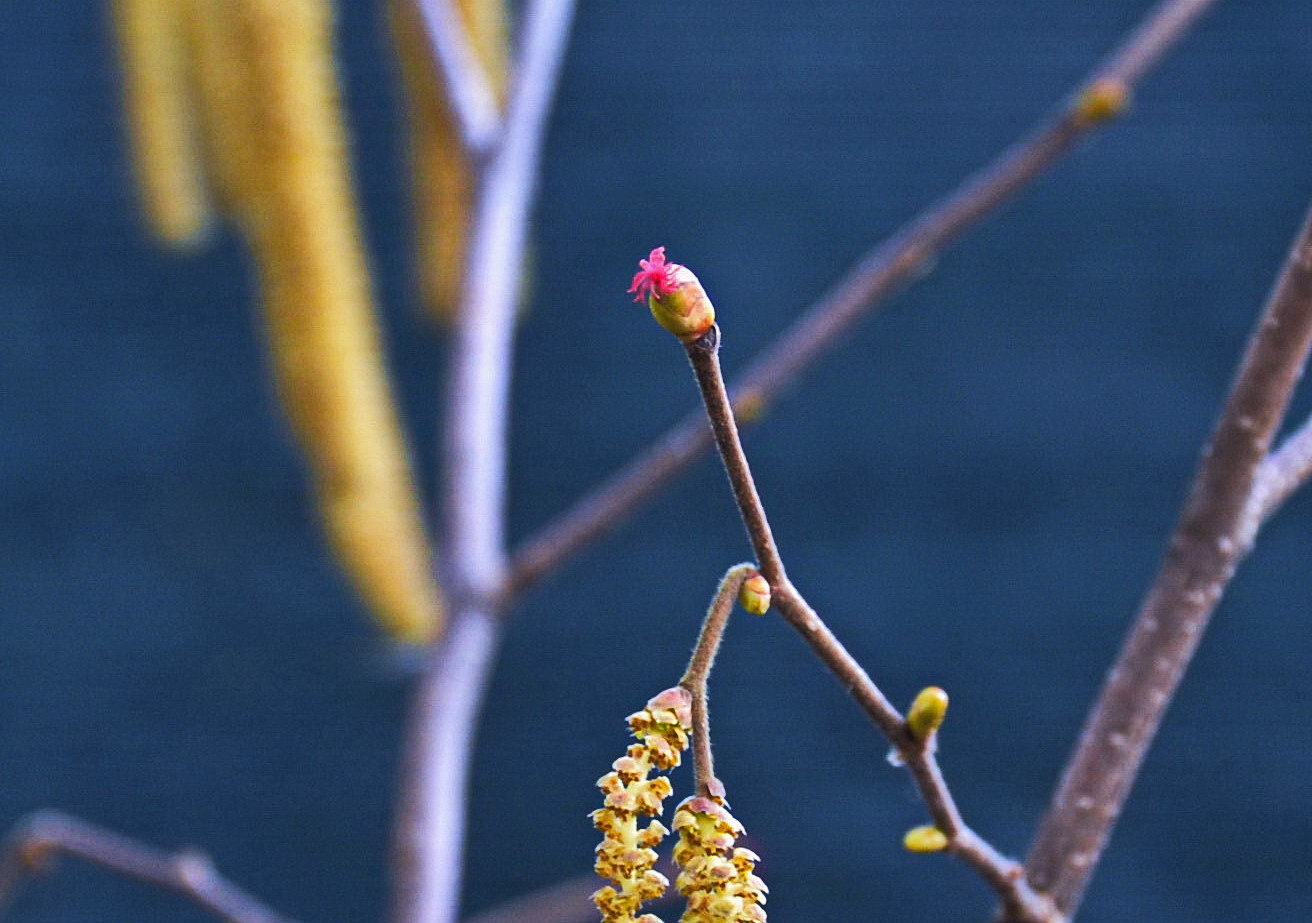
Ліщи́на звича́йна (Corylus avellana L.). Маточкові квітки

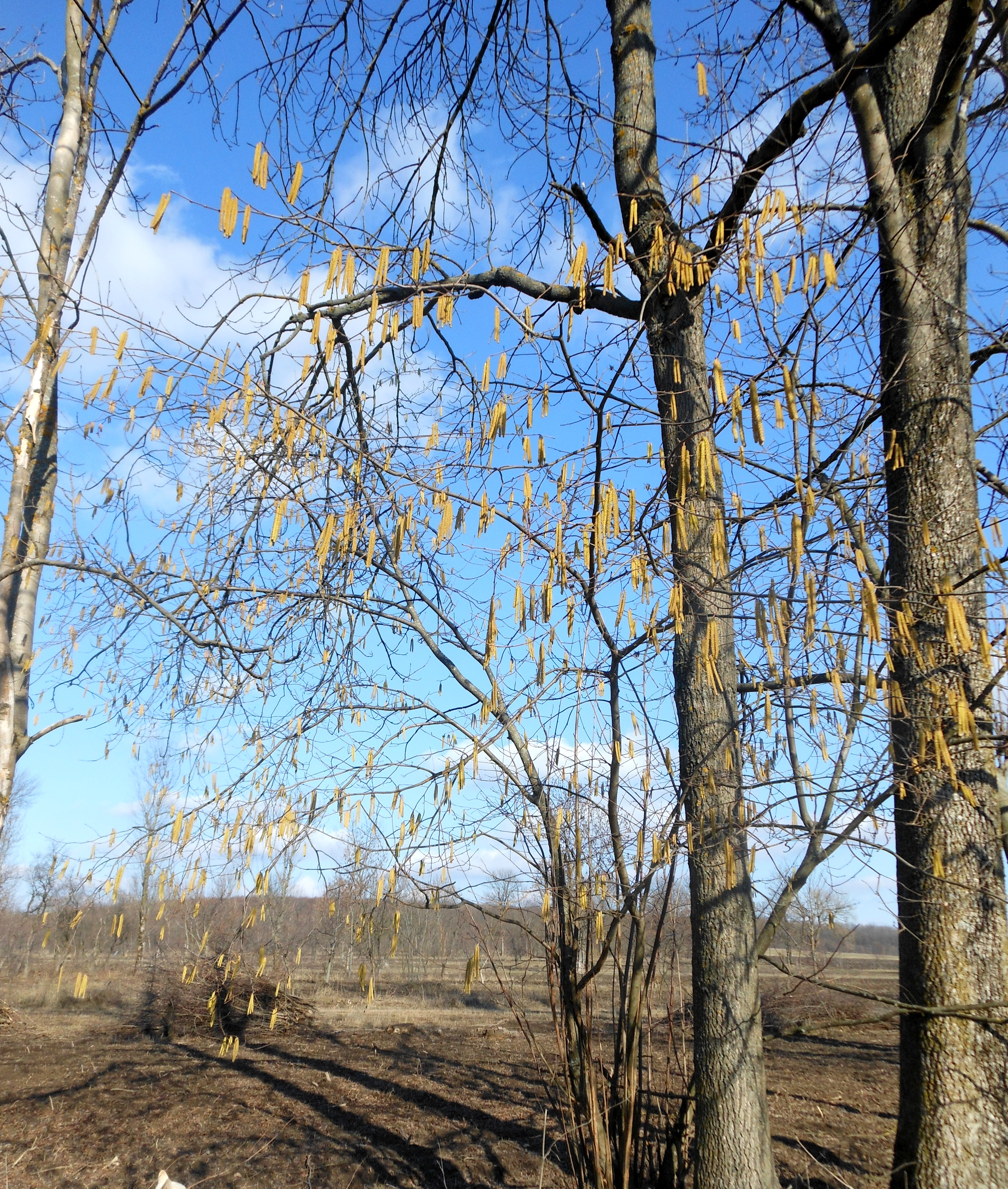
Цвітіння ліщини в лютому на Вінниччині

Тичинкові квітки без оцвітини, зібрані у видовжені (3-5 см завдовжки) сережки, луски їх густо опушені, а голі пиляки мають вгорі характерний пучок волосків.
Маточкові квітки у двоквіткових розвилках, що розміщені в пазусі покривної луски і приховані в черепичастій кулястій бруньці, з якої виступають червонуваті приймочки.
Ліщина — однодомна рослина, що має на різних гілках тичинкові і маточкові квітки. Тільки після цвітіння починає розпускатися листя на кущах ліщини.

### Плід
Плід — горіх 15-20 мм завширшки, вкритий дуже коротким опушенням та обгорнутий трубчастою зеленою плюскою, схожою на зрослі листки. Плюска утворюється із приквітків.
Ліщина звичайна цвіте в березні — квітні, плоди достигають у серпні.

## Поширення

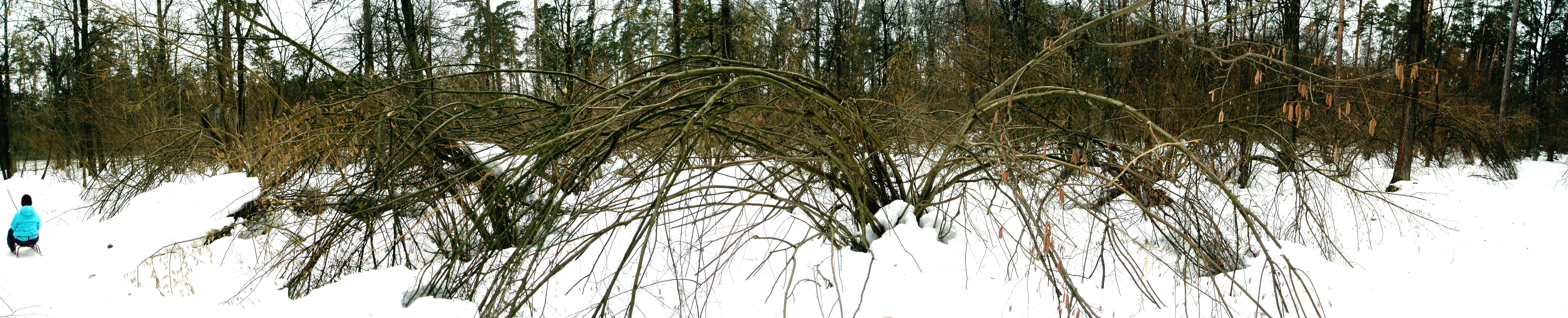
Ліщина в лісі поблизу Києва взимку

Ліщина звичайна росте в підліску листяних і мішаних лісів.
Тіньовитривала рослина.
Поширена по всій Україні. Можлива в культурах. Райони заготівель — Київська, Вінницька, Сумська, Полтавська, Кіровоградська, Черкаська, Одеська області, південна частина Волинської, Рівненської та Житомирської областей.
Запаси сировини ліщини звичайної є значними.

## Хімічний склад
До складу ядра ліщинних горіхів входять жир (57,4-62,5 %), крохмаль і цукри (2,5 %), вітамін В1, каротин, мікроелементи, 17 % білків.
Листя й кора ліщини містять дубильні речовини (відповідно 10 і 7 %).

## Практичне використання
Плоди ліщини у великій кількості поїдаються лісовими птахами і звірами (вивірками, ведмедями, свинями, мишами, норицями), тому ліщина є цінним компонентом кормової бази цих тварин.
Ліщина — один з важливих лісових енергоносіїв, у ранньовесняний період дає багато високоякісного пилку, який містить багато білків і вітамінів. Бджоли навесні часто збирають пилок ліщини для потреб бджолиної сім'ї. Часто його заготовляють для підгодівлі бджіл узимку й рано навесні, для цього зрізані гілки виставляють у теплому місці у воду, ліщина випускає сережки та розсіює велику кількість пилку, його збирають і готують суміші для підгодівлі бджолиних сімей. Також бджоли збирають з ліщини падевий мед.
Ліщина звичайна — харчова, жироолійна, медоносна, лікарська, танідоносна, фарбувальна, деревинна, декоративна, фітомеліоративна рослина.

### У харчуванні
Завдяки високому вмісту жирів і білків плоди ліщини мають високу калорійність і є цінним продуктом харчування — їх їдять свіжими й підсушеними. Ядро горіха використовують для виробництва різноманітних харчових продуктів: борошна, специфічних ласощів, зокрема, уварюючи з медом або виноградом. Ядра йдуть на виготовлення рослинних вершків, молока, цукерок, тортів, варення, а макуха переробляється на шоколад, халву.
Щоб отримати горіхові вершки, ядра очищують від шкаралупи, товчуть у ступі, доливаючи воду. З кашоподібної маси готують креми для тістечок, кексів, тортів.

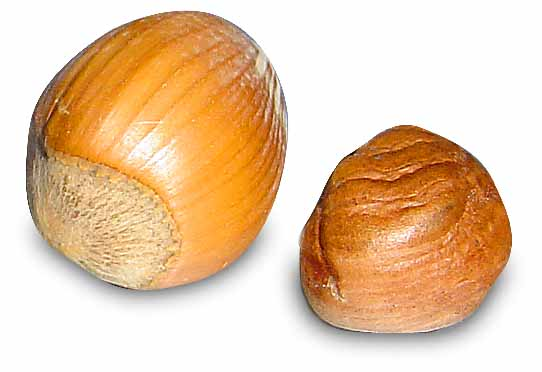
Горіхи ліщини (зліва — у шкаралупі, справа — без)

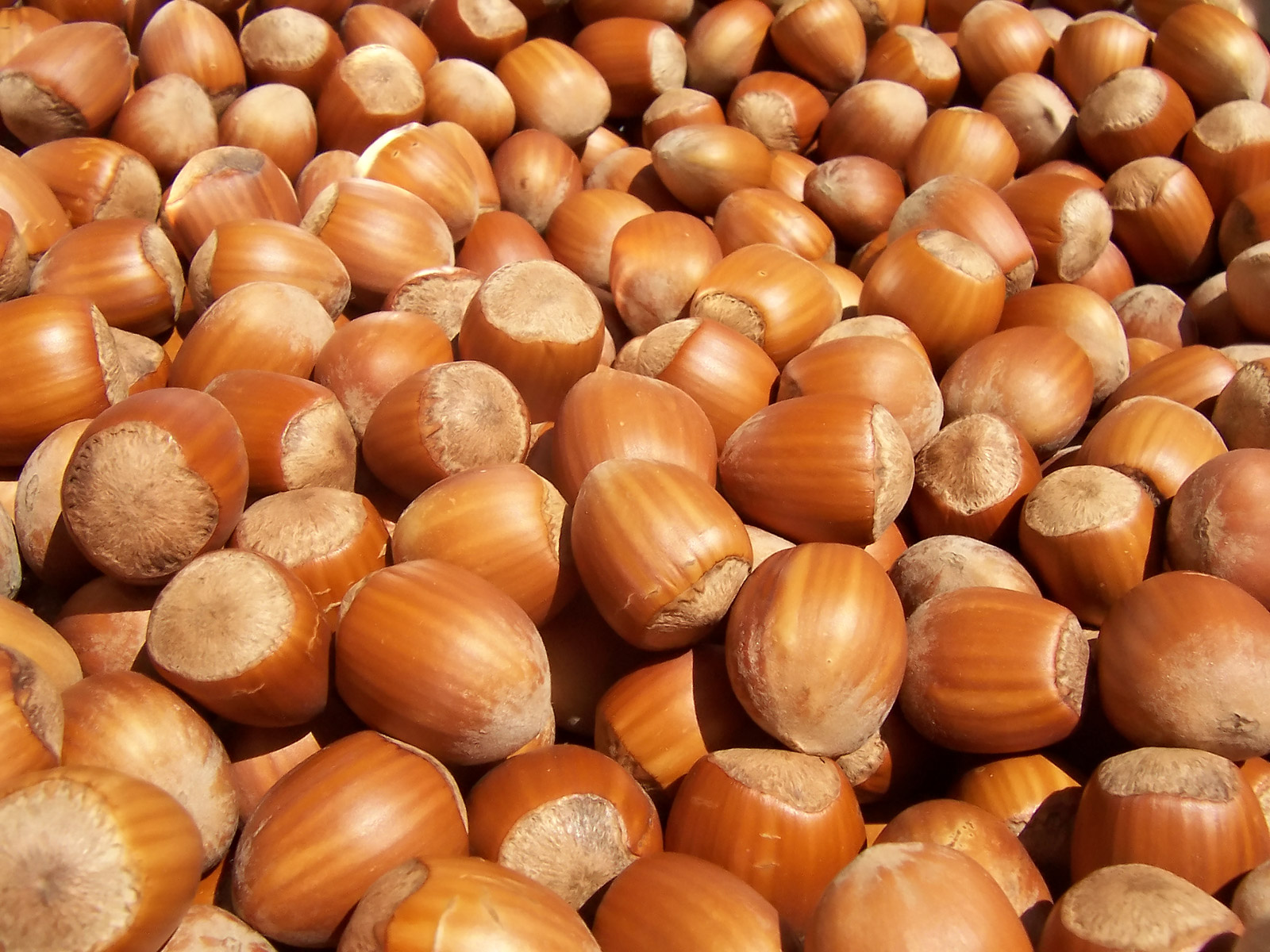
Горіхи ліщини як цінна сировина

#### Олія
Особливо цінується олія, яку добувають з ядра горіха. Олія світло-жовтого кольору, високої якості, смаком нагадує мигдалеву. Своїми властивостями вона не поступається мигдалевій. Поживність (калорійність їжі) горіхів ліщини удвічі вища, ніж пшениці, утричі — ніж маку, та у вісім разів — ніж молока. Горіхова олія має ту перевагу, що при горінні не коптить. Застосовується в кондитерських виробах, оскільки тісто з домішком горіхової олії добре сходить, а випечені вироби довго не черствіють.

##### Отримання олії в домашніх умовах
Для отримання олії горіхи підсушують, розколюють. Ядра подрібнюють. Горіхову масу, звану «масельничкою», злегка розводять водою й підігрівають. Водяна пара розриває клітини, звільняючи олію, а підігріта олія стає рідшою і легше відтискається. Нагріту горіхову масу загортають у чисту ганчірочку й кладуть під прес, гвинтовий або клиновий. В останньому випадку масельничку кладуть між дошками, поміщеними в раму або у виріз у колоді. Між рамою (чи колодою) і дошками забивають клини. Під прес підставляють посудину для збору олії.

### У медицині
У народній медицині горіхи ліщини застосовують при нирковокам'яній хворобі, олію — проти глистів, висушену плюску — при проносах, кору — проти пропасниці, листки — як антисептичний засіб.
У народній медицині ядра горіхів використовують у харчуванні як засіб від гіполактації: 30-10 г на добу відразу ж підвищує лактацію на 40-80 мл на добу.
У ветеринарії пилок використовують для лікування кишкових захворювань.

### У промисловості
Листя й кора ліщини багаті на дубильні речовини (відповідно 10 і 7 %), а в корі містяться природні барвники, якими можна фарбувати шкіру в жовтий колір.
Використовується і в парфумерії, для виготовлення високоякісних художніх фарб.
З вугілля ліщини роблять олівці для малювання. Кора використовується для дублення і для виготовлення жовтої фарби.
Деревина ліщини відзначається рівномірною будовою, блискуча, пружна, гнучка. З неї виготовляють обручі, столярні й токарні вироби. У XX ст. широко застосовувалася у вигляді вудилищ для риболовлі. Тонкі гілки придатні для грубого плетива (кошики, меблі), прямі пагони — для ціпків, держаків, тинів та підпірок для городини. При піролізі деревини ліщини отримують рисувальне вугілля.

### Декоративне використання
Як декоративна рослина ліщина заслуговує ширшого застосування в озелененні населених пунктів України. Придатна для створення груп у парках і лісопарках, невибаглива до вимог при висадженні, вона майже зовсім не пошкоджується шкідниками. Має ряд декоративних форм.

### У сільському господарстві
Широко використовується як підщепа для виведення високоврожайних садових сортів. Як підліскова порода, що підвищує родючість ґрунту, добре його затінює, застосовується в прибалкових і прияружних лісомеліоративних насадженнях, має прекрасні вітрозахисні й ґрунтозахисні властивості.

## Збирання, переробка та зберігання
Горіхи ліщини звичайної збирають у суху, ясну погоду в стадії повної стиглості, струшуючи їх з дерев. Зібрані плоди сушать на відкритому повітрі, на сонці (протягом шести-семи днів) або в плодово-овочевих сушарках при температурі не вище 40° протягом кількох годин. Вологість висушених горіхів не повинна перевищувати 14-15 %.
З одного гектара можна зібрати до 2 тонн горіхів.
2022 року в Одеській області компанією Filbert було побудовано завод з кондитерської переробки фундука. Завод збудували в умовах війни прискореними темпами — з серпня по грудень, тоді ж Filbert отримав італійське обладнання, а в січні — пакувальну лінію українського виробництва. Окрім виробничих потужностей, компанія Filbert має в Одеській області сади на площі 820 га, які засаджені основними промисловими сортами Tonda Di Giffoni, Romano, Tonda Gentile delle Langhe, Mortarella, Nocchione, які відмінно адаптуються під м'який клімат, добре плодоносять, чудово піддаються розколу й високому відсотку бланшування.

## Шкідники
- Вусач ліщиновий
- Довгоносик ліщиновий